# Mahadev Desai
Mahadev Haribhai Desai, född 1 januari 1892 i Saras i Surat-distriktet, död 15 augusti 1942 i Pune, var en indisk självständighetsaktivist och Mahatma Gandhis personliga sekreterare.

## Tidigt liv
Mahadev Desai föddes i en brahminfamilj, den högsta kasten inom hinduismen, i Gujarat. Hans mor dog när han var sju år gammal. Han gifte sig 1905, 13 år gammal, med en flicka som hette Durgabehn. Mahadev Desai studerade vid Surat High School och Elphinstone College i Mumbai. Han blev filosofie kandidat, BA, och tog juristexamen, L.L.B, och började arbeta på den kooperativa banken i Bombays huvudkontor 1913.
Mahadev Desai träffade Gandhi första gången 1915 när han sökte råd om hur han bäst skulle publicera sin översättning av John Morleys bok On Compromise. Han anslöt sig till Gandhis ashram 1917 och blev formellt Gandhis sekreterare och fungerade som Gandhis högra hand. Han förde dagbok från den 13 november 1917 till den 14 augusti 1942, dagen före sin död, där han skrev om sitt liv med Gandhi. År 1919 när kolonialregeringen arresterade Gandhi i Punjab, utnämnde han Desai till sin arvtagare. Desai arresterades för första gången och dömdes till ett års fängelse 1921. Gandhis sonson Rajmohan Gandhi skrev så här: "Han vaknade upp före Gandhi i mörkret före gryningen och somnade långt efter sin Mästare, Desai levde Gandhis dag tre gånger om - först i ett försök att förutse den, sedan i att spendera den tillsammans med Gandhi, och slutligen i att anteckna det i sin dagbok".
Han arresterades flera gånger för sitt engagemang för ett fritt Indien. Han avled i fängelset i Aga Khan-palatset av en hjärtattack på morgonen den 15 augusti 1942, där han satt fängslad tillsammans med Gandhi. 